# Carl Ditters von Dittersdorf
August Carl Ditters von Dittersdorf (Laimgrube, hoy parte de Viena, 2 de noviembre de 1739 - Neuhof, Bohemia, 24 de octubre de 1799) fue un compositor y violinista austríaco. Fue un fértil compositor del periodo clásico vienés, componiendo 32 óperas y singspiels, muchos de cuyos libretos escribió él mismo. Compuso también más de 120 sinfonías y numerosos conciertos instrumentales.
En vida, su mayor éxito musical fue el singspiel Doktor und sein Apotheker, que fue representado por toda Europa. Hoy en día es más conocido por su música instrumental.

## Vida
En 1745 a la edad de 6 años empezó a estudiar el violín, logrando obtener el patronato del príncipe Jose Federico de Sajonia-Hildburghausen. Esto le permitió continuar el estudio del violín bajo Francesco Trani y la composición bajo Giuseppe Bonno. En 1761 consiguió un puesto en la orquesta del Teatro Imperial. En 1763 acompañó a Christoph Willibald Gluck en su viaje a Italia, donde Ditters von Dittersdorf celebró grandes triunfos como virtuoso. Este viaje italiano dejó en él una huella profunda. Sus obras muestran la influencia de Gluck y un desarrollo melódico de estilo italiano.
En 1765 obtiene el puesto de maestro de capilla de la orquesta del obispo de Gran Varadino en Hungría (hoy en Rumanía), sustituyendo a Michael Haydn. Esta orquesta fue disuelta en 1769 por orden de la emperatriz María Teresa, por lo que en 1770 Ditters von Dittersdorf pasó a ser maestro de capilla de la orquesta del príncipe-obispo Philipp Gotthard von Schaffgotsch de Breslau. Uno de sus títulos oficiales en esta época fue el de Guardabosque Mayor de los bosques de la residencia de verano del príncipe-obispo, el castillo de Johannesberg.
En 1773 obtuvo el título de nobleza, agregando desde entonces "von Dittersdorf" a su nombre. Ese mismo año, el príncipe-obispo le nombró Amtshauptmann de la ciudad de Freiwaldau (hoy Jesenik). Estos nombramientos y honores eran una estratagema que el príncipe-obispo usaba para retener al talentoso y cosmopolita compositor en su servicio en la provincia.
En 1794 tras 24 años de servicio, tiene un serio enfrentamiento con el príncipe-obispo de Breslau y es expulsado del palacio de Johannesberg. Al año siguiente, el barón Ignaz von Stillfried le permitió vivir en uno de sus castillos del sur de Bohemia. Los últimos años de su vida los pasó Ditters von Dittersdorf entre penurias económicas y aquejado de gota. Se dedicó a supervisar algunas producciones operísticas, a compilar y editar su obra para publicación y a escribir su "Autobiografía", que fue publicada póstumamente en 1801. Partes de esta autobiografía siguen siendo publicadas hasta esta fecha.

## Obras (selección)
- Sinfonías on Ovid's Metamorphoses, Nos 1-3, Failoni Orchestra, Hanspeter Gmür, 1995, Naxos Nx 8553368.
- Sinfonías on Ovid's Metamorphoses, Nos 4-6, Failoni Orchestra, Hanspeter Gmür, 1995, Naxos Nx 8553369.
- Sinfonías. Grave d1, Grave F7, Grave g1, Failoni Orchestra, Uwe Grodd, 1996, Naxos Nx 8553974.
- Sinfonías. Grave a2, Grave D16, Grave A10, Failoni Orchestra, Uwe Grodd, 1996, Naxos Nx 8553975.
- String Quartets 1 & 3-5, Franz Schubert Quartet, 1989, cpo 999 038-2.
- String Quartets 2 & 6, String Quintets in C & G, Franz Schubert Quartet, 1992, cpo 999 122-2.
- Geistliche Musik (Requiem, Offertorium zu Ehren des Heiligen Johann von Nepumuk, Lauretanische Litanei), Regensburger Domspatzen, Consortium musicum München, Georg Ratzinger, 1996 + 1987, Freiburger Musikforum / ars musici AM 1158-2.
- Sinfonien in D, Es, A, Lisbon Metropolitan Orchestra, Álvaro Cassuto, 2006, Naxos.
- Double Bass Concertos, Swedish Chamber Orchestra, Paul Goodwin, Chi-Chi Nwanoku, 2000, hyperion.
- Sinfonies Exprimant (Les Metamoprphoses D`Ovide) Nos 1-6, Prague Chamber Orchestra, Bohumil Gregor, 1988. Supraphon.
- Concerto G-major violín y clave.

## Literatura
- Ludger Udolph (editor): Karl von Dittersdorfs Lebensbeschreibungen. Seinem Sohne in die Feder diktiert, Múnich, 1999 ISBN 3-7844-2730-8 (última edición parcial de su autobiografía)

## Media
- Sonate A-Dur By Karl Ditters Von Dittersdorf (1739–1799). Published by Doblinger Music Publishers (DB.DM-01196)

- "Ouverture" from the "Hocus Pocus" comic opera (1790)

- Datos: Q78522
- Multimedia: Carl Ditters von Dittersdorf / Q78522